# Sarkis Latchinian
Sarkis Latchinian (* 23. Dezember 1930 in Beirut; † 7. September 2012 in Leipzig) war ein Wirtschaftswissenschaftler mit armenischen Wurzeln.

## Leben
Von 1954 bis 1959 studierte er politische Ökonomie am Karl-Marx-Institut der Universität Sofia. Nach der Promotion 1962 zum Dr. rer. oec. und der Promotion B 1971 zum Dr. sc. oec. war er von 1975 bis 1990 Professor für politische Ökonomie des Kapitalismus an der Sektion Wirtschaftswissenschaften der Universität Leipzig.
Seine Frau Adelheid Latchinian dozierte an der Universität Leipzig zu russischer und armenischer Literatur. Sarkis Latchinian ist der Vater von Haig Latchinian und Sewan Latchinian.

## Schriften (Auswahl)
- Der kaspische Raum im Brennpunkt strategischer Interessen Rußlands und der USA. Leipzig 2000, ISBN 3-89819-042-0.
- Brennpunkt Nahost. Palästinenser und Israel – ein Jahrhundertkonflikt und wie weiter?. Leipzig 2002, ISBN 3-89819-106-0.
- Brennpunkt Irak. Hintergründe der US-amerikanischen Aggression und Aussichten. Leipzig 2003, ISBN 3-89819-163-X.
- Öl und Macht. Der globale Kampf um die verbliebenen fossilen Energieträger. Leipzig 2009, ISBN 978-3-89819-328-3.

## Varia
- Die Leipziger Volkszeitung veröffentlichte am 23. April 2015 auf Seite 3 ein von Andreas Debski verfasstes, ausführliches Porträt der Familie Latchinian unter dem Titel: Der Völkermord an den Armeniern und das Trauma der Latchinians – Wie eine Leipziger Familie mit der Vertreibung aus dem Osmanischen Reich vor 100 Jahren umgeht.[1]